# 月刊PCエンジン
『月刊PCエンジン』（げっかんピーシーエンジン）は、1988年から1994年まで小学館が発行していたゲーム雑誌。NECホームエレクトロニクスの家庭用ゲーム機・PCエンジンの専門誌だった。略称は「月P」。

## 概要
PCエンジン市場は主力メーカーがハドソンであった関係もあり、ファミコン時代からハドソンとは関係の深かった『月刊コロコロコミック』でハード・ソフトの情報が発信されることが多かった。こうした流れもあり、まず『コロコロコミック』増刊として「PCエンジンスペシャル」が3冊刊行され、その後1988年11月29日にPCエンジン専門雑誌として正式に本誌が創刊された。
本誌のマスコットにはPCエンジンゴリラが設定され、創刊号から最終号まで毎号このキャラが表紙を飾っていた。誌面構成はカラーページの比率が多く漢字にはルビを振るなど全体的に明るめであり、対象年齢は他誌よりもマニア色を抑え気味にした小中学生をターゲットにしたものだった。毎回付録が付いたり、PCエンジンのソフトのカードホルダーなどの応募者全員サービスなどもよく行っていた。

### ソフト紹介
毎回その号の目玉の新作ソフトを「NEW GAME　SPECIAL」で紹介。トップ扱いの見開きで大きく取り上げるPart.1と、後半のページで幅広く取り扱うPart.2と分けて紹介していた。この他にも他誌でもよく見られた、クロスレビュー形式の編集者によるソフトの批評コーナーや、メーカー広報から読者へ向けたメーセージの「HOT LINE」などもあった。
ランキングコーナーは「PC Engine SOFT TOP10」という枠内で行われ、月間TOP10、新作ソフトの期待度、読者アンケートのTOP10、移植希望ソフトTOP10など取り扱っていた。攻略関連は「攻略園」や「SRT（Special Rescue Team）」のコーナーで毎回数本を取り扱い、裏技紹介は「激烈技」として紹介されていた。また、年末商戦や年度末の時期には、これらのコーナーを付録の別枠で大きく取り扱うこともあった。

### 読者コーナー
投稿コーナーは「ニンジン倶楽部」で読者の意見などを紹介していた。読者投稿のイラストコーナー「遊楽画廊」では、別枠でカラーで掲載ページもあってか、質・量とも当時のゲーム雑誌の中では高レベルな投稿が多かったようである。これらの読者コーナーに投稿が採用されると「豪華な粗品」が送られることになっていたが、詳細は最後まで誌上では明かされていない。

### PC-ENGINE PLUS
ゲーム業界のニュースやイベントリポートなどニュースリリースのコーナー。この他にも、当時ハドソンの技術本部長を務めていた中本伸一による連載の「ハイパー電脳コラム（後にHYPER BOXに改題）」など、ハード寄りな技術的話題を扱ったややテクニカルなコーナーもあり、専門用語なども小学生でもわかりやすく解説されていた。

### プリンセスカフェ
本誌の創刊前のスペシャルの時から連載されていた、当時の新人アイドルをゲストに呼んでPCエンジンの新作ソフトをプレイしてもらうという芸能人紹介枠のコーナー。小川範子がゲストの回は、彼女が主演のゲーム『No･Ri･Ko』をプレイしてもらっていた。この他にも番外編として「プリンセスカフェII」が企画され、当時コナミの美人広報として人気のあった早坂妙子をゲストに呼び、スタジオ撮影も交えながらコナミのゲームに対するインタビューを行うという、他誌では見られないような意欲的な回もあった。

## 終焉までの流れ
PCエンジンの市場がCD-ROM主体になっていく1992年以降になると、リリースされるゲームも多数のアニメ絵のデモの収録、有名声優の起用、美少女キャラを売りにしたソフトの比重が高くなり、前述の本誌が創刊当初から想定する対象年齢の誌面構成と、実際のPCエンジン市場のユーザー層の趣向とは徐々にズレが生じてくる。
これに加え、他機種のスーパーファミコン市場の隆盛、新ゲーム雑誌の創刊ラッシュ、1994年にはPC-FX、3DO、PlayStation、セガサターンなどの多数の次世代ゲーム機の発売を控えていたなどの状況を鑑み、小学館は新雑誌としてゲーム総合誌『ゲーム・オン!』の創刊を決定。制作は本誌の編集スタッフがそのまま移行した形となり1993年12月3日に新創刊された。
これに伴い本誌は1994年3月号をもって廃刊終了が決定。創刊から約5年半で幕を閉じることとなった。しかしながら、この突然の廃刊に反感を覚えた読者も少なくなく、そうした読者はゲーム・オン!へは移行せずに他のPCエンジン専門誌『電撃PCエンジン』（現・『電撃G's magazine』）や『PC Engine FAN』などへ流出した。
ちなみに、角川書店『マル勝PCエンジン』は本誌と創刊・廃刊が同日である。

## PCエンジンCD-ROMカプセル
刊行当時は、雑誌形体の付録にはCD-ROMを付けられなかった関係で、PCエンジン用CD-ROMを付録にした別冊ムック『PCエンジンCD-ROMカプセル』が刊行された（本誌の増刊扱いではない）。発売前ゲームソフトの体験版やデモ画面、それまでに発売されたすべてのPCエンジンソフトの検索・内容紹介システムである「PCエンジンハイパーカタログ」などが、付録のCD-ROMで提供された。最終的にVol.6まで刊行された。付録のCD-ROMの開発を担当はアルファ・システム。
特にVol.4は、後に爆発的ヒットとなる『ときめきメモリアル』の予告編が入っているため貴重であるとされている。収録された予告編の映像自体は現在、コナミのサイト、『ときめきメモリアル』の10周年特設ページ上からダウンロードすることが可能。
付録のCD-ROMに搭載された「PCエンジンハイパーカタログ」は、かつて『ウルトラボックス』で使用されていた「PCエンジンソフト図鑑」の改良版で、一部ソフトを除き、ジャケットの取り込み画像も閲覧することができる。『ウルトラボックス』には企画協力として小学館が参画し、同シリーズ開始当初から「遊楽画廊デジタル」という名前のイラスト投稿コーナーや、遊楽専業団団長の江口貴博がソフトの講評を寄せた「PCエンジンソフト図鑑」が収録され、本誌とは浅からぬ仲にあった。